# Dipartimento di Santa Victoria
Santa Victoria è un dipartimento argentino, situato nell'estrema parte settentrionale della provincia di Salta, con capoluogo Santa Victoria Oeste.
Esso confina a nord con la repubblica della Bolivia, a est con il dipartimento di Orán, a sud con quello di Iruya e ad ovest con la provincia di Jujuy.
Secondo il censimento del 2010, su un territorio di 3.912 km², la popolazione ammontava a 10.344 abitanti, con un decremento demografico del 7% rispetto al censimento del 2001.
Il dipartimento, nel 2001, è suddiviso in 3 comuni (municipios):
- Los Toldos
- Nazareno
- Santa Victoria Oeste